# Fame (album)
Fame – album muzyczny jamajskiej piosenkarki Grace Jones wydany w 1978 roku przez Island Records.
Materiał na albumie został wyprodukowany przez Toma Moultona i utrzymany w modnym wówczas stylu disco. Singel „Do or Die” cieszył się popularnością na listach klubowych w USA i Kanadzie.

## Lista utworów
Strona A
| 1. | „Do or Die” | 6:47  |
|    |             |       |
| 2. | „Pride”     | 6:23  |
|    |             |       |
| 3. | „Fame”      | 5:37  |
|    |             |       |
|    |             | 18:47 |
|    |             |       |
Strona B
| 1. | „Autumn Leaves”                                 | 7:02  |
|    |                                                 |       |
| 2. | „All on a Summers Night”                        | 4:17  |
|    |                                                 |       |
| 3. | „Am I Ever Gonna Fall in Love in New York City” | 5:28  |
|    |                                                 |       |
| 4. | „Below the Belt”                                | 4:43  |
|    |                                                 |       |
|    |                                                 | 21:30 |
|    |                                                 |       |

## Notowania
| Kraj                              | Najwyższa pozycja |
| --------------------------------- | ----------------- |
| Australia                         | 59                |
| Stany Zjednoczone (Billboard 200) | 97                |
| Szwecja (Sverigetopplistan)       | 22                |